# Klio (Zeitschrift)
Klio. Beiträge zur Alten Geschichte ist die älteste wissenschaftliche Fachzeitschrift für Alte Geschichte, gegründet 1897, veröffentlicht erstmals 1901. Benannt ist sie nach Klio, der Muse der Geschichtsschreibung. Den Namen trug sie allerdings nicht von Anfang an, sondern die ersten fünf Bände erschienen nur als Beiträge zur alten Geschichte.
Erster Herausgeber war Carl F. Lehmann; zum 3. Jahrgang 1903 trat Ernst Kornemann hinzu. Unterstützt wurden die Herausgeber von zahlreichen renommierten Fachgenossen, darunter Karl Julius Beloch, Georg Busolt, Benedikt Niese, Ettore Pais, Michael Rostovtzeff.
Die Hauptthemen sind von Anfang an vor allem Probleme der Geschichte Griechenlands und Roms von der Archaik bis zur Spätantike gewesen, doch werden auch die Beziehungen zum Alten Orient sowie Ergebnisse spezieller Forschungsgebiete wie der Epigraphik, Papyrologie, Archäologie und Numismatik berücksichtigt. Neben Problemen der politischen Geschichte wurden in zunehmendem Maße auch Themen aus den Bereichen Kultur, Wissenschaft und Gesellschaft aufgenommen. Karten, Photographien und Zeichnungen vervollständigen die Beiträge, die in deutscher, englischer, italienischer, französischer oder spanischer Sprache verfasst sind. Rezensionen und eine Liste bei der Redaktion eingegangener Bücher erlauben einen Überblick über die neuesten Fachpublikationen, wobei die lange Zeit sehr knappen Besprechungen mittlerweile oft mehrere Seiten umfassen.

## Geschichte
Die Klio erschien von 1901 bis 1944 im Leipziger Dieterich Verlag. Nachdem man die erste Reihe der Zeitschrift von 1901 bis 1923 fortlaufend nummeriert hatte, wurde 1925 eine „Neue Serie“ eröffnet, die mit der Nummer 1 begann und 1944 mit der Nummer 18 zunächst zum letzten Mal erschien. 1959 wurde im Ost-Berliner Akademie-Verlag mit Nummer 37 der erste Nachkriegsband veröffentlicht (man zählte also von 1901 in direkter Folge weiter), während bereits 1950 in Westdeutschland als Ersatz die Zeitschrift Historia begründet worden war. Als dritte „große“ Zeitschrift für Alte Geschichte erscheint seit 1971 zusätzlich das Jahrbuch Chiron. Die Bedeutung der Vorkriegsreihe geht auch daraus hervor, dass bereits Anfang der 1960er-Jahre der gesamte Satz nachgedruckt wurde, freilich nicht mehr im Format und auf dem vorzüglichen Papier der ursprünglichen Veröffentlichung.
Herausgegeben wurde die Klio von 1959 bis 1992 vom Zentralinstitut für Alte Geschichte und Archäologie. Jedoch war sie nicht nur für ostdeutsche Forscher offen, sondern auch westliche Althistoriker veröffentlichten hier; teilweise gab es auch Beiträge in russischer Sprache. Auch nach 1959 erschienen wichtige Aufsätze in der Klio. Allerdings waren die Veröffentlichungen ostdeutscher Gelehrter zu dieser Zeit wegen der Devisenknappheit und daraus resultierendem fehlenden Zugang zur aktuellen Fachliteratur sowie der zentralistischen Bürokratie in der DDR nicht immer aktuell und auf dem Niveau der internationalen Forschung, und manche Artikel waren zudem in wissenschaftlich unvertretbarer Weise von sozialistischem Gedankengut geprägt.
Seit 1993 hat die Zeitschrift ein Herausgeberkollegium. Die Herausgeber sind aktuell die Althistoriker Manfred Clauss (Frankfurt am Main; † 2025), Hans-Joachim Gehrke (Freiburg/Berlin), Peter Funke (Münster) und Christian Mann (Mannheim). Aktuell erscheint die Klio in zwei „Heften“ (faktisch handelt es sich um zwei jeweils mehrere hundert Seiten starke Bücher mit festem Einband) pro Jahr im Verlag Walter de Gruyter (Berlin und Boston). Sie gehört nicht nur in Deutschland zu den wichtigsten historischen Fachzeitschriften. Die Redaktion ist seit 2018 an der Universität Mannheim angesiedelt.
Von 1903 bis 1944 und wieder seit 1999 (in einer Neuen Folge) erscheinen zusätzlich die Klio-Beihefte; dabei handelt es sich um althistorische Monografien, zumeist um Hochschulschriften. Auch die Beihefte wurden nachgedruckt.

## Herausgeber und Redakteure derKlio
- Jan Assmann (Mitherausgeber von 1993 bis 2024)
- Gert Audring (verantwortlicher Redakteur 1988 bis 1991)
- Gabriele Bockisch (1958–1970 wissenschaftliche Sekretärin, ab 1970 wissenschaftliche Arbeitsleiterin)
- Hartwin Brandt (Mitherausgeber seit 2013)
- Manfred Clauss (Herausgeber seit 1993)
- Klaus Fittschen (Mitherausgeber von 1993 bis 2007)
- Peter Funke (Herausgeber seit 2011)
- Hans-Joachim Gehrke (Herausgeber seit 1993)
- Bernhard Hänsel (Mitherausgeber seit 1993)
- Werner Hartke (Herausgeber von 1959 bis 1992)
- Martin Jehne (Mitherausgeber seit 2013)
- Ernst Kornemann (Mitbegründer und Mitherausgeber von 1903 bis 1927)
- Carl F. Lehmann-Haupt (Mitbegründer und erster Herausgeber)
- Christian Mann (Herausgeber seit 2018)
- Johannes Renger (Mitherausgeber seit 1993)

## Beihefte
Neue Folge (= 3. Folge)
| Band | Autor                        | Titel | Jahr | ISBN                   |
| 01   | Hartmut Leppin               | Thukydides und die Verfassung der Polis. Ein Beitrag zur politischen Ideengeschichte des 5. Jahrhunderts v. Chr.                                                | 1999 | ISBN 3-05-003458-0     |
| 02   | Anne Kolb                    | Transport und Nachrichtentransfer im Römischen Reich | 2001 | ISBN 3-05-003584-6     |
| 03   | David Boehringer             | Heroenkulte in Griechenland von der geometrischen bis zur klassischen Zeit. Attika, Argolis, Messenien                                                          | 2001 | ISBN 3-05-003643-5     |
| 04   | Axel Gebhardt                | Imperiale Politik und provinziale Entwicklung. Untersuchungen zum Verhältnis von Kaiser, Heer und Städten im Syrien der vorseverischen Zeit                     | 2002 | ISBN 3-05-003680-X     |
| 05   | Bruno Bleckmann              | Die römische Nobilität im Ersten Punischen Krieg. Untersuchungen zur aristokratischen Konkurrenz in der Republik                                                | 2002 | ISBN 3-05-003738-5     |
| 06   | Hans-Ulrich Wiemer           | Krieg, Handel und Piraterie. Untersuchungen zur Geschichte des hellenistischen Rhodos                                                                           | 2003 | ISBN 3-05-003751-2     |
| 07   | Winfried Schmitz             | Nachbarschaft und Dorfgemeinschaft im archaischen und klassischen Griechenland                                                                                  | 2004 | ISBN 3-05-004017-3     |
| 08   | Johannes Hahn                | Gewalt und religiöser Konflikt. Die Auseinandersetzungen zwischen Christen, Heiden und Juden im Osten des Römischen Reiches (von Konstantin bis Theodosius II.) | 2004 | ISBN 3-05-003760-1     |
| 09   | Peter Eich                   | Zur Metamorphose des politischen Systems in der römischen Kaiserzeit. Die Entstehung einer „personalen Bürokratie“ im langen dritten Jahrhundert                | 2005 | ISBN 3-05-004110-2     |
| 10   | Hans Beck                    | Karriere und Hierarchie. Die römische Aristokratie und die Anfänge des cursus honorum in der mittleren Republik                                                 | 2005 | ISBN 3-05-004154-4     |
| 11   | Peter Franz Mittag           | Antiochos IV. Epiphanes. Eine politische Biographie | 2006 | ISBN 3-05-004205-2     |
| 12   | Ralf Behrwald                | Die Stadt als Museum? Die Wahrnehmung der Monumente Roms in der Spätantike                                                                                      | 2009 | ISBN 978-3-05-004288-6 |
| 13   | Christian Mann               | Die Demagogen und das Volk. Zur politischen Kommunikation im Athen des 5. Jahrhunderts v. Chr.                                                                  | 2007 | ISBN 978-3-05-004351-7 |
| 14   | Christian Mileta             | Der König und sein Land. Untersuchungen zur Herrschaft der hellenistischen Monarchen über das königliche Gebiet Kleinasiens und seine Bevölkerung               | 2008 | ISBN 978-3-05-004474-3 |
| 15   | Timo Stickler                | Die Rolle Korinths und seiner Kolonien im Mächtegefüge des klassischen Griechenland                                                                             | 2010 | ISBN 978-3-05-004666-2 |
| 16   | Fabian Goldbeck              | Salutationes. Die Morgenbegrüßungen in Rom in der Republik und der frühen Kaiserzeit                                                                            | 2010 | ISBN 978-3-05-004899-4 |
| 17   | Denise Reitzenstein          | Die lykischen Bundespriester. Repräsentation der kaiserzeitlichen Elite Lykiens                                                                                 | 2011 | ISBN 978-3-05-005061-4 |
| 18   | Markus Beyeler               | Geschenke des Kaisers. Studien zur Chronologie, zu den Empfängern und zu den Gegenständen der kaiserlichen Vergabungen im 4. Jahrhundert n. Chr.                | 2011 | ISBN 978-3-05-005175-8 |
| 19   | Johannes Wienand             | Der Kaiser als Sieger. Metamorphosen triumphaler Herrschaft unter Constantin I.                                                                                 | 2012 | ISBN 978-3-05-005903-7 |
| 20   | Marco Vitale                 | Koinon Syrias. Priester, Gymnasiarchen und Metropoleis der Eparchien im kaiserzeitlichen Syrien                                                                 | 2013 | ISBN 978-3-05-006436-9 |
| 21   | Alessandra Bravi             | Griechische Kunstwerke im politischen Leben Roms und Konstantinopels                                                                                            | 2014 | ISBN 978-3-05-006458-1 |
| 22   | Johannes Christian Bernhardt | Die Jüdische Revolution. Untersuchungen zu Ursachen, Verlauf und Folgen der hasmonäischen Erhebung                                                              | 2017 | ISBN 978-3-05-006482-6 |
| 23   | Thomas Blank                 | Logos und Praxis. Sparta als politisches Exemplum in den Schriften des Isokrates                                                                                | 2014 | ISBN 978-3-11-034251-2 |
| 24   | Gunnar Seelentag             | Das archaische Kreta. Institutionalisierung im frühen Griechenland                                                                                              | 2015 | ISBN 978-3-11-036846-8 |
| 25   | Christian Igelbrink          | Die Kleruchien und Apoikien Athens im 6. und 5. Jahrhundert v. Chr.                                                                                             | 2015 | ISBN 978-3-11-044625-8 |
| 26   | Angela Ganter                | Was die römische Welt zusammenhält. Patron-Klient-Verhältnisse zwischen Cicero und Cyprian                                                                      | 2015 | ISBN 978-3-11-043123-0 |
| 27   | Michael Rathmann             | Diodor und seine „Bibliotheke“. Weltgeschichte aus der Provinz                                                                                                  | 2016 | ISBN 978-3-11-048143-3 |
| 28   | Filippo Carlà-Uhink          | The „Birth“ of Italy. The Institutionalization of Italy as a Region, 3rd-1st Century BCE                                                                        | 2017 | ISBN 978-3-11-054478-7 |
| 29   | Benedikt Boyxen              | Fremde in der hellenistischen Polis Rhodos. Zwischen Nähe und Distanz                                                                                           | 2018 | ISBN 978-3-11-057268-1 |
| 30   | Christoph Michels            | Antoninus Pius und die Rollenbilder des römischen Princeps. Herrscherliches Handeln und seine Repräsentation in der Hohen Kaiserzeit                            | 2018 | ISBN 978-3-11-057453-1 |
| 31   | Francisco Pina Polo          | The Quaestorship in the Roman Republic | 2019 | ISBN 978-3-11-066641-0 |
| 32   | Janett Schröder              | Die Polis als Sieger. Kriegsdenkmäler im archaisch-klassischen Griechenland                                                                                     | 2019 | ISBN 978-3-11-063711-3 |
| 33   | Caroline Sophia Kreutzer     | Weisheit und Alter in der Spätantike. Die Konstruktion von ›sapientia‹ und ›senectus‹ bei Ambrosius von Mailand und Paulinus von Nola                           | 2021 | ISBN 978-3-11-070517-1 |
| 34   | Benedikt Eckhardt            | Romanisierung und Verbrüderung. Das Vereinswesen im römischen Reich                                                                                             | 2021 | ISBN 978-3-11-075186-4 |
| 35   | Katharina Wojciech           | Wie die Athener ihre Vergangenheit verhandelten. Rede und Erinnerung im 5. und 4. Jahrhundert v. Chr.                                                           | 2022 | ISBN 978-3-11-075539-8 |
| 36   | Isabelle Mossong             | Der Klerus des spätantiken Italiens im Spiegel epigraphischer Zeugnisse. Eine soziohistorische Studie                                                           | 2022 | ISBN 978-3-11-074543-6 |
| 37   | Kai Preuß                    | Säkularität und Pastoral bei Augustinus von Hippo. Geschichte, Macht, Subjekt                                                                                   | 2022 | ISBN 978-3-11-078601-9 |
| 38   | Bradley Jordan               | The ›magister equitum‹ in the Roman Republic. The Evolution of an Extraordinary Magistracy                                                                      | 2024 | ISBN 978-3-11-133858-3 |
| 39   | Alexander Free               | Polis und Metropolis im römischen Ägypten. Städtisches Selbstverständnis in Hermupolis Magna                                                                    | 2024 | ISBN 978-3-11-135888-8 |